# Näsviken (Hudiksvall)
Näsviken è un'area urbana della Svezia situata nel comune di Hudiksvall, contea di Gävleborg.
La popolazione rilevata nel censimento 2010 era di 924 abitanti .
Il centro abitato è situato sul lago meridionale dei laghi Dellen.